# Mount Bensley
Mount Bensley ist ein 1920 m hoher Berg im ostantarktischen Mac-Robertson-Land. In den Prince Charles Mountains ragt er 13,5 km südsüdwestlich des Mount Starlight auf.
Kartiert wurde der Berg anhand von Luftaufnahmen und Vermessungen, die zwischen 1955 und 1965 im Rahmen der Australian National Antarctic Research Expeditions entstanden bzw. durchgeführt wurden. Das Antarctic Names Committee of Australia (ANCA) benannte ihn 1966 nach Patrick Allen Bensley, Schreiner auf der Mawson-Station im Jahr 1965.